# Powiat dzierżoniowski
Powiat dzierżoniowski är ett administrativt distrikt i sydvästra Polen, tillhörande Nedre Schlesiens vojvodskap. Huvudort och största stad är Dzierżoniów. Distriktet hade 105 520 invånare år 2012.

## Administrativ kommunindelning
Distriktet indelas i sju kommuner, varav fyra är stadskommuner, en är stads- och landskommun och två är landskommuner. Staden Dzierżoniów är administrativt självständig från den omgivande landskommunen med samma namn.

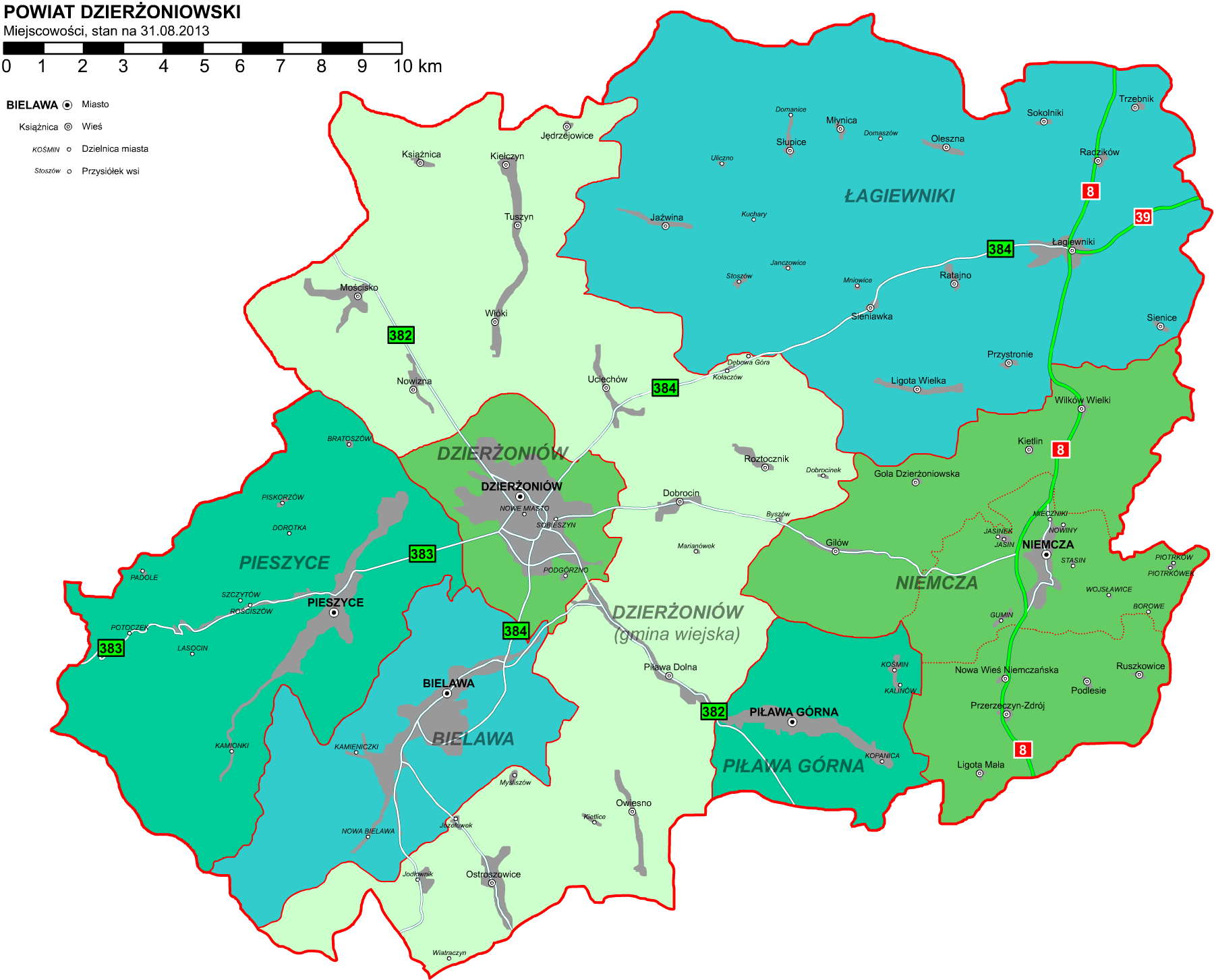
Orter, kommuner och större vägar i distriktet.

### Stadskommuner
- Bielawa
- Dzierżoniów
- Pieszyce
- Piława Górna

### Stads- och landskommun
- Niemcza

### Landskommuner
- Gmina Dzierżoniów, Dzierżonióws landskommun
- Łagiewniki